# August Bender
August Heinrich Bender (født 2. marts 1909 i Kreuzau - død 29. december 2005 i Düren) var en tysk nazist og læge i SS-Sturmbannführer. Han var koncentrationslejrlæge i Buchenwald.
Bender studerede 1930-1935 til læge og arbejdede derefter i Bonn på hudklinikken ved Universitetshospitalet i Kiel og ved kommunehospitalet i Aachen.
1933 blev han medlem af NSDAP og SS. Han var 1938-1939 lejrlæge i koncentrationslejren Buchenwald. Fra 1939 militærlæge i SS Division Totenkopf i dets rekognosceringsbataljon og panserjægerdeling. Han blev 1943 udnævnt til Sturmbannführer og fra august 1944 till 11. april 1945, 2. lejrlæge i koncentrationslejren Buchenwald.
1945 blev Bender interneret i USA's krigsfangelejr i Bad Aibling. 1947 stod han anklaget i Buchenwald-retssagen, og blev 14. august 1947 idømt 10 års fængsel for sin medvirken i forbrydelser i Buchenwald koncentrationslejr; straffen blev senere nedsat til 3 år men han blev frigivet fra Landsberg-fængslet allerede 1948.
Fra 1949 boede Bender i Kelz i Nordrhein-Westfalen, hvor han 1949-1988 arbejde som praktiserende læge.